# Mühleberg
Ne doit pas être confondu avec Mühlberg.
Mühleberg est une commune suisse du canton de Berne, située dans l'arrondissement administratif de Berne-Mittelland.

## Industrie
La commune compte sur son territoire une centrale nucléaire, refroidie par l'Aar, ainsi qu'un barrage et une centrale hydroélectrique. La centrale nucléaire ferme fin 2019.